# Pterostylis setifera
Pterostylis setifera là một loài thực vật có hoa trong họ Lan. Loài này được M.A.Clem., Matthias & D.L.Jones miêu tả khoa học đầu tiên năm 1985.